# Rosario Castellanos
Rosario Castellanos Figueroa, född 25 maj 1925 i Mexico City, död 7 augusti 1974 i Tel Aviv, var en mexikansk författare och poet. Hon räknas till en av Mexikos viktigaste litterära röster och feminister under 1900-talet. Hennes masteruppsats från 1950 ses som en vändpunkt som skapade nya möjligheter för kvinnliga författare i Mexiko.
Castellanos arbetade bland annat vid det nationella institutet för de mexikanska urfolken och var ambassadör i Israel. I sina böcker behandlar hon frågor om rasism och kvinnors situation när Mexiko blev mer industrialiserat och urbant.

## Biografi
Rosario Castellanos föddes den 25 maj 1925 i Mexico City. Hennes familj var en markägande jordbrukarfamilj som kom från Chiapas-regionen i södra Mexiko, där hon  tillbringade sina tidiga år. Sin utbildning fick hon i Mexiko och Europa.

Mellan 1960 och 1966 var hon presschef på Universidad Nacional Autónoma de México. Därefter reste hon runt i USA på olika tillfälliga professorstjänster, för att sedan återvända till Mexiko som professor i jämförande litteraturvetenskap vid Universidad Nacional Autónoma. 1971 utsågs Castellanos till Mexikos ambassadör till Israel, där hon dog tre år senare efter att ha fått en dödlig elchock i sitt hem i Tel Aviv.

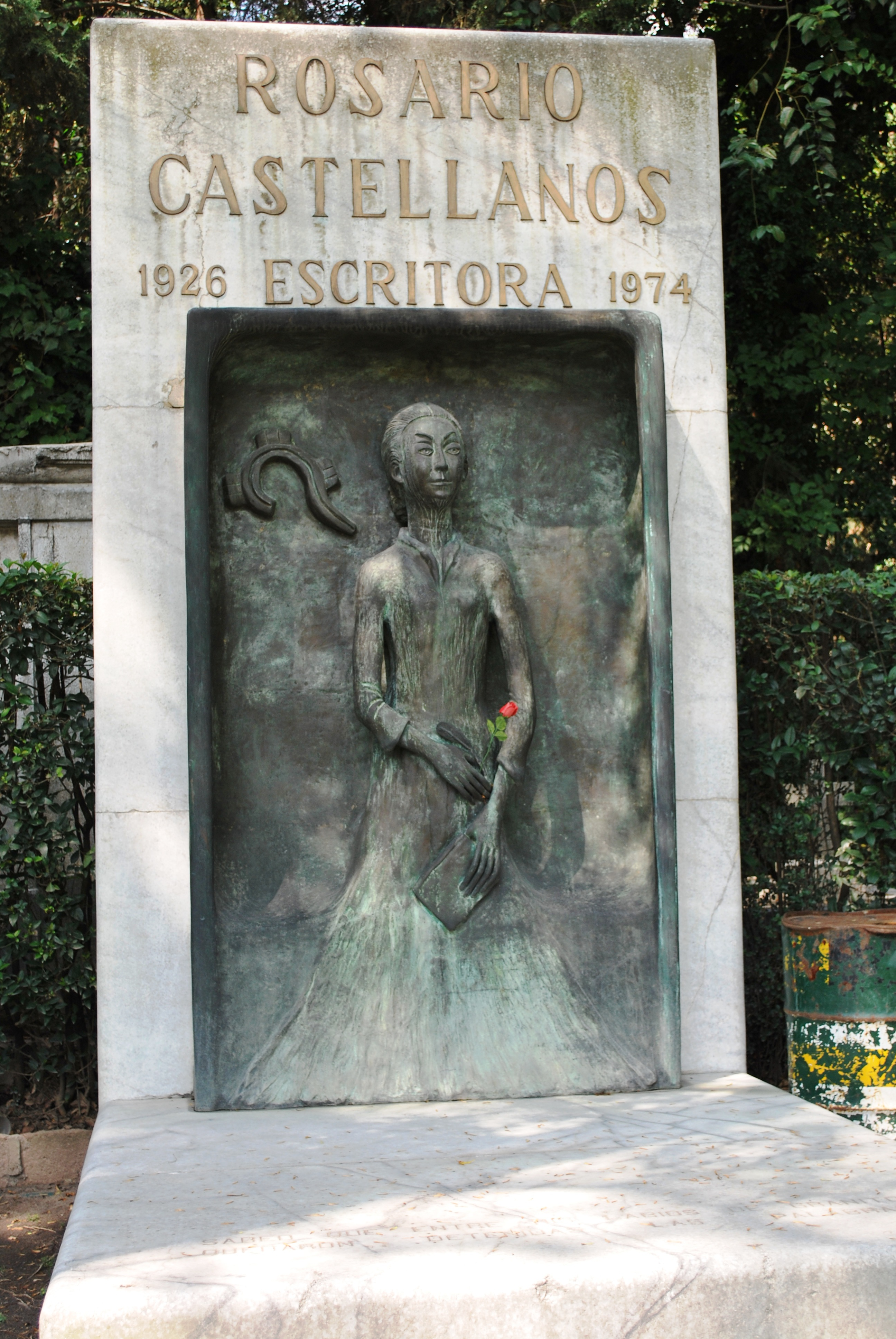
Rosario Castellanos gravsten

## Litterär stil och inspiration
En stor del av Castellanos inspiration kommer från den katolska litterära traditionen. Hon var särskilt intresserad av reformatorn Teresa av Ávilas och nunnan Juana Inés de la Cruz texter från 1500- respektive 1600-talet. Men man kan även se spår av Johannes av Korsets poesi i Castellanos lyrik. 
Castellanos är kanske mest känd för sin prosa, men har även skrivit hyllad poesi och lyrik. I sin litteratur uttrycker hon upprördhet över sociala orättvisor, samtidigt som hon förundras över skapelsens skönhet. Hennes mest kända roman Oficio de tinieblas (skriven 1962) återskapar ett urfolksuppror från staden San Cristóbal de las Casas från 1800-talet, men placerar händelserna i 1930-talets Mexiko. 1972 publicerade Castellanos diktsamlingen Poesía no eres tú.
Castellanos engagemang för Mexikos urfolk fick henne att skänka den mark hon ärvt av sina föräldrar till Chiapas urfolk.